# Panurginus crawfordi
Panurginus crawfordi är en biart som beskrevs av Cockerell 1914. Panurginus crawfordi ingår i släktet bergsbin, och familjen grävbin. Inga underarter finns listade i Catalogue of Life.